# Haplochromis sauvagei
Haplochromis sauvagei (Synonym: Ptyochromis sauvagei) ist eine Buntbarschart, die im ostafrikanischen Victoriasee endemisch lebt. Sie wurde 1896 vom deutschen Zoologen Georg Johann Pfeffer  als Ctenochromis sauvagei beschrieben und wurde zu Ehren des französischen Ichthyologen und Herpetologen Henri-Émile Sauvage (1842–1917) benannt. In der Aquaristik war die Art lange als Haplochromis sp. "Rock kribensis" bekannt und galt als unbeschrieben, bis Lothar Seegers, ein Autor von aquaristischen Fachbüchern, Haplochromis sp. "rock kribensis" als Haplochromis sauvagei identifizierte.

## Merkmale
Haplochromis sauvagei hat eine typische Haplochromis-Gestalt mit einem bulligen Kopf und einem großen Maul. Die Männchen der Art werden 10,5 bis 14 cm lang, die Weibchen erreichen eine Körperlänge von 8 bis 10 cm. Jungfische, Weibchen und unterlegene Männchen sind zitronengelb mit zwei schwärzlichen Längs- und 6 bis 7 senkrechten Streifen auf den Körperseiten. Die dominanten Männchen im tansanischen Mwanza-Golf zeigen zum Bauch und zur Kehle hin eine sehr auffällige karminrote Färbung bei goldgelber Grundfärbung, die dominanten Männchen an der ugandischen Küste (Haplochromis sp. „Uganda Rock kribensis“) sind hellblau gefärbt. Auch die Männchen zeigen die zwei Längsbinden, die Querbinden sind weniger deutlich.

## Lebensweise
Haplochromis sauvagei lebt küstennah in der Felszone und über felsigem Bodengrund. Er ernährt sich von Wasserschnecken, Insektenlarven, insbesondere von denen der Eintagsfliege Povilla adusta, Ruderfußkrebsen, Diatomeen und Detritus. Wie alle Haplochromis-Arten ist er ein Maulbrüter. Nach 18 bis 20 Tagen entlassen die Weibchen bis zu 30 Jungfische.

## Systematik
Die Art wurde im Jahr 1896 durch den deutschen Zoologen Georg Johann Pfeffer, unter der Bezeichnung Ctenochromis sauvagei erstmals wissenschaftlich beschrieben. Später kam sie zu Haplochromis. Der britische Ichthyologe Peter Humphry Greenwood machte die Art im Jahr 1980 zur Typusart, der von ihm eingeführten Gattung Ptyochromis (Gr.: „ptyo“ – „ausspucken“ von Molluskenschalen), zu der vor allem die sich von Wasserschnecken ernährenden Haplochromis-Arten und damit auch Haplochromis prodromus, Haplochromis granti und Haplochromis xenognathus gehören sollten. Die Aufspaltung von Haplochromis wurde von anderen Wissenschaftlern abgelehnt. Seegers hält Ptyochromis jedoch für eine gültige Untergattung von Haplochromis.

## Gefährdung
Die IUCN ordnet die Art als gefährdet („Vulnerable“) ein. Sie kam in allen Bereichen des Sees vor, der Bestand ging aber dramatisch zurück, nachdem der Nilbarsch (Lates niloticus), ein sehr großer Raubfisch, in den Victoriasee eingesetzt wurde. Im Unterschied zu anderen Buntbarscharten ist Haplochromis sauvagei bis jetzt jedoch nicht ausgestorben, aber nur noch in wenigen Gebieten zu finden. Als größte heutige Gefährdung der Art gilt die mögliche Hybridisierung mit anderen, nah verwandten Arten (z. B. mit Haplochromis nyererei), da die durch zunehmende Wasserverschmutzung verringerten Sichttiefe des Wassers die Arterkennung und die Wahl des richtigen Geschlechtspartners erschwert.